# Key Guns
Key Guns, ou Arma-chave em português, é uma classe incomum de armas de fogo, pois trata-se de uma combinação de uma chave com uma arma.
As Key Guns foram usadas nos Séculos XVII e XVIII, sendo muito raras atualmente. Aparentemente elas eram usadas pelos carcereiros para fins de autodefesa, quando faziam suas inspeções diárias nas celas da prisão. A ideia era que o carcereiro pudesse usar o mesmo objeto para abrir a porta da cela e também se defender, caso o prisioneiro tentasse escapar.
Nos primeiros modelos de Key Guns, a parte referente a arma de fogo eram dispositivos incrivelmente primitivos. O carcereiro levaria um cigarro aceso ou charuto na boca. Para disparar esta arma, o carcereiro tocava seu charuto no buraco de toque e acendia a pólvora dentro da chave. Mais tarde, elas ganharam outros mecanismos reais de disparo.

## Na cultura popular
- Esta arma ganhou notoriedade após aparecer em um episódio da 17a temporada do programa Trato Feito.[8]